# 카일 해리슨 브라이트코프
카일 해리슨 브라이트코프(Kyle Harrison Breitkopf, 2005년 7월 13일 ~ )는 미국의 배우, 텔레비전 배우이다.
플로리다주에서 태어났다.

## 방송
- 위스퍼스
- 빙 휴먼 4
- 빙 휴먼 3